# Ванна Бардо
Ванна Бардо (англ. Vanna Bardot; род. 3 февраля 1999 года в Майами, Флорида, США) — американская порноактриса. Дважды лауреат премии XBIZ Award в категории «Лучшая исполнительница года» (2023, 2024).

## Карьера
Со школы занималась балетом. Хотела стать парикмахером, для чего подрабатывала в салонах в течение трёх лет. После достижения совершеннолетия начала сниматься на веб-камеру. В 2018 году в возрасте 19 лет решила начать карьеру порноактрисы и взяла в качестве одного из псевдонимов имя девушки из средней школы.
Снимается в сценах мастурбации, традиционного и лесбийского секса для множества студий и брендов, в том числе Cherry Pimps, Digital Sin, Evil Angel, Girlfriends Films, MetArt, Reality Kings, TeamSkeet и VR Bangers.
В ноябре 2020 года была избрана порносайтом Cherry Pimps «Вишенкой месяца». В январе 2021 года журнал Penthouse выбрал Ванну «Любимицей месяца». В этом же месяце была названа порносайтом Bang! «Красоткой января». В декабре 2021 года канадской порностудией Twistys была избрана в качестве Treat of the Month. В августе 2023 года стала моделью месяца студии TeamSkeet. В октябре этого же года Ванну избрали в качестве «ангела» студии Vixen.
Была номинирована на несколько премий в области порноиндустрии, в том числе AVN Awards в категории «Лучшая актриса второго плана» за роль в фильме A Killer on the Loose. В январе 2021 года за сцену из фильма Dance for Me (студия Deeper) Ванна была удостоена премии AVN Awards в категории «Лучшая сцена мастурбации/стриптиза». В январе 2022 года вновь удостоена премии AVN Awards, на этот раз в категориях «Лучшая лесбийская сцена» и «Лучшая сцена триолизма». В январе 2023 года, на 21-й ежегодной церемонии награждения премии XBIZ Award, Ванна была признана лучшей исполнительницей года. На 22-й церемонии XBIZ Award, которая состоялась 21 января 2024 года, Ванну во второй раз признали лучшей исполнительницей года. В этом же месяце Ванна одержала победу в категории «Лучшая исполнительница года» премии AVN Awards.
В январе 2025 года выступит соведущей (в паре с Райан Рид) церемонии награждения премии XMA Award.
По данным сайта IAFD на октябрь 2023 года, снялась в более чем 550 порнофильмах и сценах.

## Награды и номинации
| Список наград и номинаций | Список наград и номинаций | Список наград и номинаций | Список наград и номинаций | Список наград и номинаций                              |
| Год                       | Награда                   | Результат                 | Категория | Фильм                                                  |
| ------------------------- | ------------------------- | ------------------------- | --- | ------------------------------------------------------ |
| 2020                      | AVN Award                 | Номинация                 | Лучшая новая старлетка | н/д                                                    |
| 2020                      | AVN Award                 | Номинация                 | Лучшая сцена группового секса (вместе с Алексом Ди, Заком Уайлдом, Кимбер Вейлс, Майей Биджоу, Сетом Гэмблом, Скарлетт Блум, Хансом, Эмили Уиллис и Эммой Хикс) | Fuck Club 2                                            |
| 2020                      | AVN Award                 | Номинация                 | Лучшая сцена секса в виртуальной реальности (вместе с Алексис Тэй, Джейком Адамсом, Джией Дерзой и Хлоей Фостер) | Sorority Hookup 6                                      |
| 2020                      | AVN Award                 | Номинация                 | Награда поклонников: самый горячий новичок | н/д                                                    |
| 2020                      | XRCO Award                | Номинация                 | Подростковая мечта года | н/д                                                    |
| 2021                      | AVN Award                 | Номинация                 | Лучшая актриса второго плана | A Killer on the Loose                                  |
| 2021                      | AVN Award                 | Номинация                 | Лучшая лесбийская сцена (вместе с Бруклин Грей) | Secret Lesbian Diaries 9                               |
| 2021                      | AVN Award                 | Победа                    | Лучшая сцена мастурбации/стриптиза | Woman (из Dance for Me)                                |
| 2021                      | AVN Award                 | Номинация                 | Лучшая сцена триолизма (Д/Д/П) (вместе с Аидрой Фокс и Джейком Адамсом) | Sex Kittens (из Plus One)                              |
| 2021                      | AVN Award                 | Номинация                 | Награда поклонников: любимая порнозвезда (женщина) | н/д                                                    |
| 2021                      | AVN Award                 | Номинация                 | Награда поклонников: самая эпическая задница | н/д                                                    |
| 2021                      | Fleshbot Award            | Номинация                 | Лучшая лесбийская сцена (вместе с Шарлоттой Стокли) | Another Night in the Valley Part 1                     |
| 2021                      | NightMoves Award          | Номинация                 | Лучшая исполнительница | н/д                                                    |
| 2021                      | XCritic Award             | Номинация                 | Сцена года (вместе со Стивом Холмсом) | Deny It All You Want                                   |
| 2021                      | XRCO Award                | Номинация                 | Подростковая мечта года | н/д                                                    |
| 2022                      | AVN Award                 | Номинация                 | Исполнительница года | н/д                                                    |
| 2022                      | AVN Award                 | Номинация                 | Лучшая командная сцена (вместе с Заком Уайлдом и Коди Стилом) | Fucking Between Friends                                |
| 2022                      | AVN Award                 | Победа                    | Лучшая лесбийская сцена (вместе с Эмили Уиллис) | Light Me Up                                            |
| 2022                      | AVN Award                 | Номинация                 | Лучшая оральная сцена (вместе с Коди Стилом) | Extra Credit                                           |
| 2022                      | AVN Award                 | Победа                    | Лучшая сцена триолизма (вместе с Оливером Флинном и Эйвери Кристи) | Another Person                                         |
| 2022                      | Fleshbot Award            | Номинация                 | Лучшая женщина с полным набором услуг | н/д                                                    |
| 2022                      | Fleshbot Award            | Победа                    | Лучшая лесбийская исполнительница | н/д                                                    |
| 2022                      | NightMoves Award          | Номинация                 | Лучшая исполнительница | н/д                                                    |
| 2022                      | XBIZ Award                | Номинация                 | Исполнительница года | н/д                                                    |
| 2022                      | XBIZ Award                | Номинация                 | Лучшая сцена секса — виртуальная реальность (вместе с Алексом Мэком) | The Queen Grabs It                                     |
| 2022                      | XBIZ Award                | Номинация                 | Лучшая сцена секса — полнометражный фильм (вместе с Айзеей Максвеллом) | I Love You, You’re Fired                               |
| 2022                      | XBIZ Award                | Номинация                 | Лучшая сцена секса — только девушки (вместе с Анной Клэр Клаудс) | Lesbian Workout 5                                      |
| 2022                      | XBIZ Award                | Номинация                 | Лучшее актёрское исполнение — второй план | Deny It All You Want                                   |
| 2022                      | XRCO Award                | Номинация                 | Исполнительница года | н/д                                                    |
| 2022                      | XRCO Award                | Номинация                 | Любимица года | н/д                                                    |
| 2023                      | AVN Award                 | Номинация                 | Исполнительница года | н/д                                                    |
| 2023                      | AVN Award                 | Номинация                 | Лучшая актриса второго плана | Love, Sex & Music                                      |
| 2023                      | AVN Award                 | Победа                    | Лучшая лесбийская сцена (вместе с Джианной Диор) | Heat Wave                                              |
| 2023                      | AVN Award                 | Номинация                 | Лучшая сцена мастурбации/стриптиза | Money — Episode 2: Speak Easy to Me                    |
| 2023                      | AVN Award                 | Победа                    | Лучшая сцена секса вчетвером/оргии (вместе с Айзеей Максвеллом, Антоном Харденом, Брикзиллой, Вайолет Майерс, Вик Мари, Вики Чейз, Гарландом, Джеем Хефнером, Джейми Ноксом, Джонатаном Джорданом, Джоном Леджендари, Задди, Николь Доши, Ричардом Манном, Саванной Бонд, Стретчем и Тироном Лавом) | High Gear (из Blacked Raw V56)                         |
| 2023                      | AVN Award                 | Номинация                 | Лучшая сцена триолизма (Ж/Ж/М) (вместе с Лилли Белл и Нейтаном Бронсоном) | Grinders — Part 3                                      |
| 2023                      | Fleshbot Award            | Номинация                 | Лучшая лесбийская исполнительница | н/д                                                    |
| 2023                      | GayVN Award               | Номинация                 | Лучшая бисексуальная сцена (вместе с Дрю Диксоном, Маркусом Кейджем, Скай Блу и Шоном Фордом) | The Affairs of Lidia                                   |
| 2023                      | XBIZ Award                | Победа                    | Исполнительница года | н/д                                                    |
| 2023                      | XBIZ Award                | Победа                    | Лучшая сцена секса — виньетка (вместе с Айзеей Максвеллом, Антоном Харденом, Брикзиллой, Вайолет Майерс, Вик Мари, Вики Чейз, Гарландом, Джеем Хефнером, Джейми Ноксом, Джонатаном Джорданом, Джоном Леджендари, Задди, Николь Доши, Ричардом Манном, Саванной Бонд, Стретчем и Тироном Лавом)      | High Gear                                              |
| 2023                      | XBIZ Award                | Номинация                 | Лучшая сцена секса — гонзо (вместе с Джейн Уайлд и Заком Уайлдом) | Performers of the Year 2022                            |
| 2023                      | XBIZ Award                | Номинация                 | Лучшая сцена секса — гонзо (вместе с Обри Валентайн и Рики Джонсоном) | Threesome Room, Vol. 1                                 |
| 2023                      | XBIZ Award                | Номинация                 | Лучшая сцена секса — полнометражный фильм (вместе с Лилли Белл и Нейтаном Бронсоном) | Grinders                                               |
| 2023                      | XBIZ Award                | Номинация                 | Лучшая сцена секса — полнометражный фильм (вместе с Джеем Смузом, Джией Дерзой, Кенной Джеймс, Коди Стилом и Робби Экоу) | The Invitation                                         |
| 2023                      | XBIZ Award                | Победа                    | Лучшая сцена секса — только секс (вместе с Сетом Гэмблом) | Money                                                  |
| 2023                      | XRCO Award                | Номинация                 | Исполнительница года | н/д                                                    |
| 2023                      | XRCO Award                | Номинация                 | Любимица года | н/д                                                    |
| 2024                      | AVN Award                 | Победа                    | Исполнительница года | н/д                                                    |
| 2024                      | AVN Award                 | Победа                    | Лучшая анальная сцена (вместе с Максимо Гарсией) | Influence: Vanna Bardot — Part 1                       |
| 2024                      | AVN Award                 | Победа                    | Лучшая лесбийская сцена (вместе с Лиз Джордан) | Punch                                                  |
| 2024                      | AVN Award                 | Победа                    | Лучшая сцена двойного проникновения (вместе с Алексом Джонсом и Данте Колле) | Influence: Vanna Bardot — Part 3                       |
| 2024                      | AVN Award                 | Номинация                 | Лучшая сцена секса вчетвером/оргии (вместе с Нейтаном Бронсоном, Рокки Эмерсон и Эммой Хикс) | Cum Gluttons: Try Not to Cum Challenge                 |
| 2024                      | XBIZ Award                | Победа                    | Исполнительница года | н/д                                                    |
| 2024                      | XBIZ Award                | Номинация                 | Лесбийская исполнительница года | н/д                                                    |
| 2024                      | XBIZ Award                | Номинация                 | Лучшая сцена секса — гонзо (вместе с Данте Колле и Коди Стилом) | Episode 119: Vanna, Cody & Dante                       |
| 2024                      | XBIZ Award                | Номинация                 | Лучшая сцена секса — гонзо (вместе с Анной Клэр Клаудс и Дреддом) | Jules Jordan’s Threeways 2                             |
| 2024                      | XBIZ Award                | Номинация                 | Лучшая сцена секса — короткометражный фильм (вместе с Нейтаном Бронсоном, Рокки Эмерсон и Эммой Хикс) | Cum Gluttons: Try Not to Cum Challenge                 |
| 2024                      | XBIZ Award                | Номинация                 | Лучшая сцена секса — первое за карьеру выступление (вместе с Алексом Джонсом и Данте Колле) | Influence: Vanna Bardot                                |
| 2024                      | XBIZ Award                | Номинация                 | Лучшая сцена секса — полнометражный фильм (вместе с Райаном Дриллером) | Privilege                                              |
| 2024                      | XBIZ Award                | Номинация                 | Лучшая сцена секса — только девушки (вместе с Элли Николь) | Break and Enter                                        |
| 2024                      | XBIZ Award                | Номинация                 | Лучшая сцена секса — фильм-шоу с исполнителем (вместе с Джейсоном Лавом) | Influence: Vanna Bardot                                |
| 2024                      | XBIZ Award                | Номинация                 | Лучшее актёрское исполнение — ведущая роль | Influence: Vanna Bardot                                |
| 2024                      | XRCO Award                | Победа                    | Исполнительница года | н/д                                                    |
| 2024                      | XRCO Award                | Номинация                 | Лесбийская исполнительница года | н/д                                                    |
| 2024                      | XRCO Award                | Номинация                 | Потрясающая аналистка года | н/д                                                    |
| 2024                      | XRCO Award                | Номинация                 | Супершлюха года | н/д                                                    |
| 2025                      | AVN Award                 | Номинация                 | Исполнительница года | н/д                                                    |
| 2025                      | AVN Award                 | Номинация                 | Лучшая анальная сцена (вместе с Джулсом Джорданом) | Vanna Bardot the Anal Queen (из Anal Savages 10)       |
| 2025                      | AVN Award                 | Номинация                 | Лучшая командная сцена (вместе с Айзеей Максвеллом и Заком Уайлдом) | And the Winner Is... (из Performers of the Year 2024)  |
| 2025                      | AVN Award                 | Номинация                 | Лучшая лесбийская групповая сцена (вместе с Деми Хоукс, Пенни Барбер и Хейзел Грейс) | The 66th Day — Scene 4                                 |
| 2025                      | AVN Award                 | Номинация                 | Лучшая сцена секса парень/девушка (вместе с Заком Уайлдом) | Female Performer of the Year Vanna Bardot Is Unleashed |
| 2025                      | AVN Award                 | Номинация                 | Лучшая сцена триолизма (вместе с Голливудом Кэшем и Мелиссой Страттон) | Dean Melissa Disciplines Naughty Vanna and Hollywood   |
| 2025                      | Pornhub Award             | Номинация                 | Самая красивая киска (награда поклонников) | н/д                                                    |
| 2025                      | XMA Award                 | Номинация                 | Исполнительница года | н/д                                                    |
| 2025                      | XMA Award                 | Номинация                 | Лучшая сцена секса — виньетка (вместе с Дэном Дэмиджем) | Flawless Beauty Vanna Has Insatiable Sexual Appetite   |
| 2025                      | XMA Award                 | Номинация                 | Лучшая сцена секса — оргия/групповая (вместе с Адрией Рэй, Деймоном Дайсом, Джианной Диор, Николь Доши, Сетом Гэмблом и Эбигейл Мэк) | Bellesa’s All Star Orgy                                |
| 2025                      | XMA Award                 | Номинация                 | Лучшая сцена секса — полнометражный фильм (вместе с Коди Стилом и Лексингтоном Стилом) | The 66th Day                                           |
| 2025                      | XMA Award                 | Номинация                 | Лучшая сцена секса — только девушки (вместе с Пенни Барбер) | Lesbian Performers of the Year 2024                    |
| 2025                      | XMA Award                 | Номинация                 | Лучшая сцена секса — только девушки (вместе с Анной Клэр Клаудс) | Perfect Duo Vanna and Anna Claire Lick Each Other Up   |
| 2025                      | XMA Creator Award         | Номинация                 | Премиум-социальная медиазвезда года — женщина | н/д                                                    |

## Избранная фильмография
- 2018 — Barely Legal 164: Babysitter Facials
- 2018 — Cheer Squad Sleepovers 30[45]
- 2018 — Lesbian Seductions 64
- 2018 — Women Seeking Women 159
- 2019 — Brace Face 4[46]
- 2019 — Hookup Hotshot: Cute N’ Nasty
- 2019 — I Got Fucked by My Marriage Counselor
- 2019 — Lesbian Seductions 67
- 2019 — Manuel Ferrara’s Ripe 8
- 2019 — My Stepdaddy Nailed Me on Prom
- 2019 — Secret Lesbian Diaries 9
- 2019 — Sexual Appetite of A Young Petite 11
- 2019 — Swallowed 32
- 2019 — Teen Massage
- 2020 — A Stepfather’s Desires 4
- 2020 — Almost Innocent
- 2020 — Four Finger Club 28
- 2020 — Hotwife Bound 5
- 2020 — In the Room: With My Sister
- 2020 — It’s A Daddy Thing! 10[47]
- 2020 — Lezcuties: Naughty Slumber Party
- 2020 — My Dirty Teen Neighbor
- 2020 — Nannys Penetrated
- 2020 — Nympho 15
- 2020 — Sexy Time
- 2020 — Stuck Together
- 2020 — Teen Lesbians 2
- 2020 — Women Loving Girls 4